# Jules Crevaux

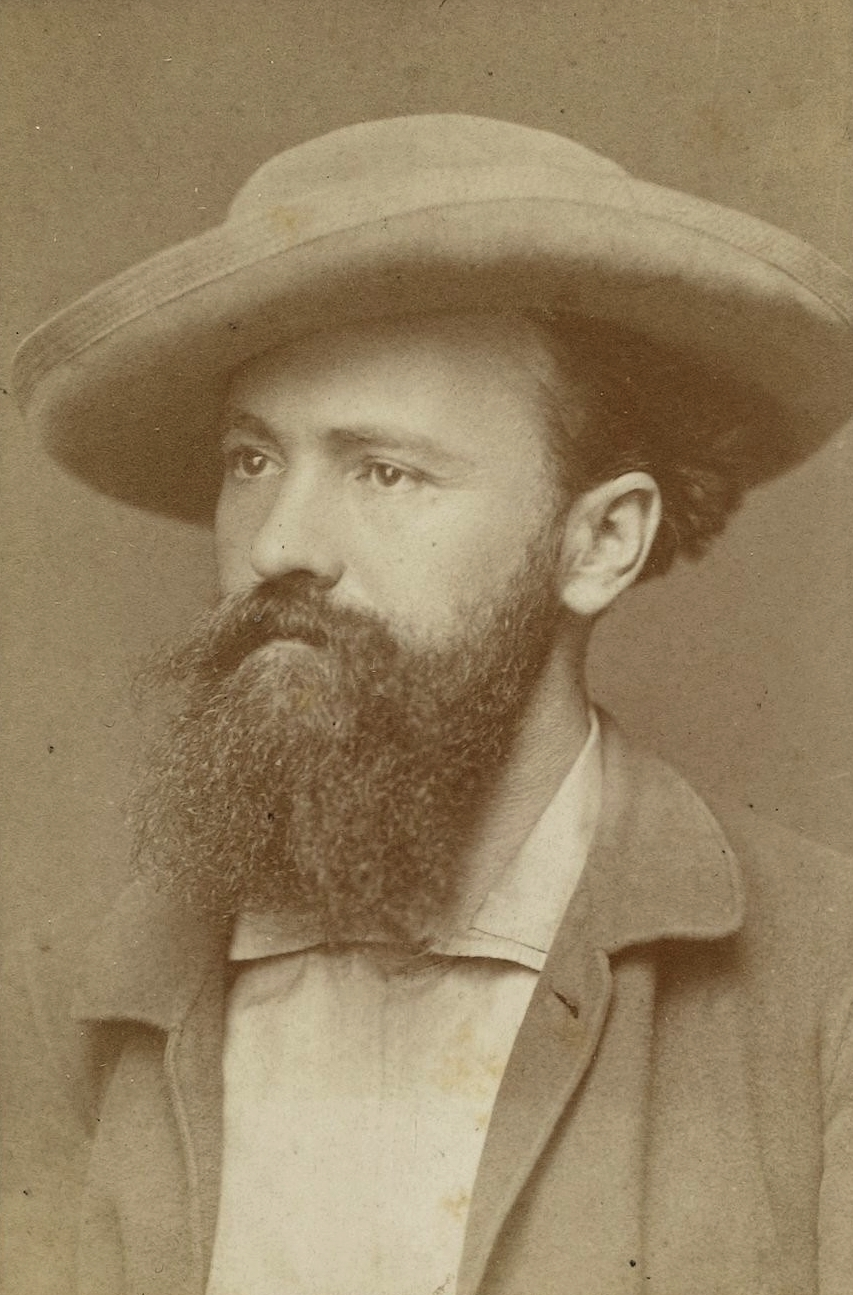
Jules Crevaux

Jules Nicolas Crevaux (ur. 1847, zm. 1882) – francuski podróżnik i lekarz, w latach 1876-1879 badał rzeki Gujany Francuskiej oraz liczne dopływy Amazonki. W 1881 r. dotarł od zachodu, poprzez Andy, do rzeki Orinoko.